# Microsonde de Castaing
Pour les articles homonymes, voir Castaing.

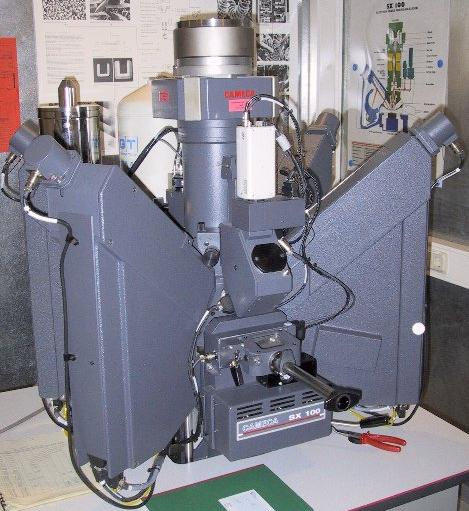
Microsonde de Castaing (SX100 de CAMECA). Les spectromètres sont de type WDS.

La microsonde de Castaing (en anglais electron probe microanalyser, EPMA) est une méthode d'analyse élémentaire inventée en 1951 par Raimond Castaing. Elle consiste à bombarder un échantillon avec des électrons et à analyser le spectre des rayons X émis par l'échantillon sous cette sollicitation.

## Généralités
Lors du bombardement d'un échantillon, certains électrons cèdent une partie de leur énergie cinétique à l'atome, provoquant l'éjection d'un électron de l'atome ; l'atome est dit « excité ». Si l'électron éjecté est proche du cœur, un électron d'une couche périphérique va descendre vers une couche d'énergie plus faible (l'atome se désexcite), et ce faisant, il va émettre un photon. Du fait de l'énergie de transition, ce photon va appartenir au domaine des rayons X.
Il existe des microsondes seules (qui ne servent que pour l'analyse élémentaire), mais souvent, les microsondes sont couplées à un microscope électronique à balayage. L'analyse du spectre X peut se faire :
- par dispersion de longueur d'onde (ou WDS pour wavelength dispersive spectroscopy), c'est-à-dire que les photons X sont séparés par diffraction sur un cristal ;
- ou bien par dispersion de l'énergie (ou EDS pour energy dispersive spectroscopy), le détecteur est alors un semi-conducteur qui produit des pics de tension proportionnels à l'énergie du photon.

L'énergie h.ν du photon X, généré par la désexcitation de l'atome à la suite du départ d'un électron secondaire, est caractéristique des transitions électroniques de l'atome et donc de sa nature chimique.
On parle de « raie d'émission caractéristique ». Pour distinguer les diverses raies émises par un atome, on utilise la notation de Siegbahn ; dans cette notation, la raie Kα1 désigne une transition du niveau L3 vers le niveau K.
Les éléments légers (faible numéro atomique Z) émettent des photons X de faibles énergies, qui sont facilement absorbés par les autres atomes et notamment par la fenêtre en béryllium qui protège le détecteur. De plus, les éléments légers ont tendance à se désexciter en émettant un électron Auger plutôt qu'un photon X. Ces deux faits font que les raies émises par les éléments légers sont de faibles intensités, leur détection et leur quantification sont de fait très difficiles.

## Instrumentation

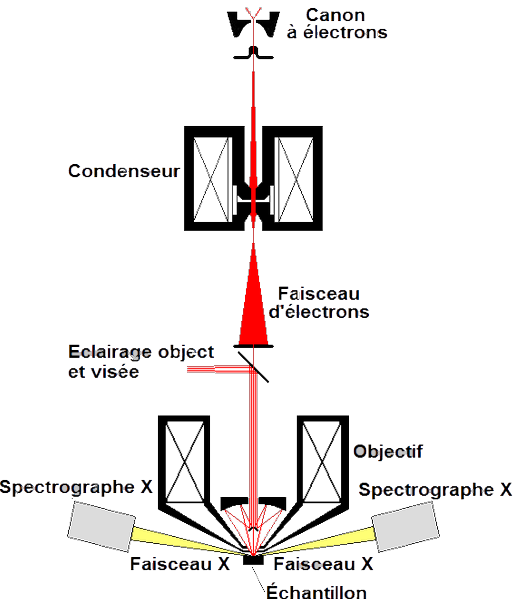
Schéma de la microsonde de Castaing

Une sonde électronique est formée en réduisant la taille du faisceau provenant d'une source d'électrons par deux ou trois lentilles magnétiques. Les électrons frappent l'échantillon à analyser avec une énergie d'impact qui peut varier de quelques centaines d'eV jusqu’à 50 keV. Les photons X émis par l'échantillon sous l'impact des électrons sont analysés par les spectromètres à rayons X qui peuvent être de type WDS (dispersion de longueur d'onde) ou EDS (dispersion de l'énergie). L'échantillon peut être observé grâce à un objectif de type Cassegrain incorporé à la dernière lentille.

## Étalonnage et effets de matrice
On peut procéder à une analyse semi-quantitative en étalonnant le détecteur.
On utilise un échantillon témoin dans lequel la concentration de l'élément à analyser est Ctem ; on obtient une intensité Item. Dans l'échantillon auquel on s'intéresse, la concentration est Cech et l'intensité récupérée est Iech. Alors :
{\displaystyle {\frac {C_{ech}}{C_{tem}}}=k{\frac {I_{ech}}{I_{tem}}}}
où k est un coefficient dépendant de l'environnement de l'élément dans l'échantillon, dit « correction ZAF ». Le coefficient k tient compte :
- de l'interaction des électrons avec la matrice (effet du numéro atomique Z) ;
- de l'absorption des photons par la matrice (correction A, effet du coefficient d'absorption linéaire μ) ;
- de la fluorescence (correction F : les photons X émis sont absorbés par d'autres atomes, ceux-ci sont sollicités par les photons X et les électrons, cela provoque une surexcitation).

On désigne aussi ces effets sous le nom d'« effets de matrice » ; k dépend de la raie, de la composition de l'échantillon et de sa densité. Dans le cas du chrome dans l'acier, on a k=0,85.
Le système utilise généralement la raie de transition vers le niveau électronique K, car ce sont les raies qui se séparent le mieux.
Le mode d'excitation des atomes permet de dresser une cartographie chimique de l'échantillon (faisceau d'électrons orientable d'un microscope électronique à balayage ou déplacement de l'échantillon sous un faisceau fixe).
La première limitation de cette méthode est l'impossibilité de détecter ou de quantifier les éléments légers. Ensuite, si la surface des échantillons n'est pas parfaitement plane, cela introduit des contrastes topographiques, les reliefs empêchant les rayons X d'arriver jusqu'au détecteur ; ces reliefs peuvent même être le siège de fluorescence induite par les rayons X. Enfin, le faisceau d'électron excite quelques μm3 de matière ; on analyse donc sur une profondeur quelques μm, avec une résolution latérale d'environ 3 μm. Les cartographies chimiques ont donc une résolution spatiale très inférieure aux images en électrons secondaires.

## Analyse quantitative
La méthode de correction ZAF n'est pas suffisamment précise pour que l'analyse correspondante soit qualifiée de « quantitative ». Il est possible d'utiliser une autre méthode de correction en utilisant des « standards » calibrés.
D'après Castaing, la relation entre l'intensité {\displaystyle I} d'un pic et la concentration massique de l'élément associé est linéaire :
{\displaystyle I=A\cdot Wt\%+B.}
On peut trouver avec précision les coefficients A et B en mesurant l'intensité des raies associées à un échantillon de concentration connue (le coefficient B est obtenu en associant l'intensité du bruit de fond de part et d'autre du pic à la concentration « 0 % »).
À partir de ces coefficients uniquement, on peut retrouver la concentration correspondant à une intensité quelconque de pic.
Cette mesure est d'autant plus précise que l'acquisition du standard se fait dans les mêmes conditions que l'échantillon à mesurer (tension d'accélération, courant de sonde, etc.).
Cette méthode est présentée comme réellement « quantitative » par les microsondes de marque Jeol.

## Applications
- La microsonde de Castaing est l'un des appareils fondamentaux pour les recherches tribologiques ; voir à ce sujet le wikilivre de tribologie et plus spécialement le chapitre consacré à la genèse des frottements.
- Dans le domaine de la géologie, l'utilisation de la microsonde électronique est fréquent car il permet d'obtenir la composition chimique des minéraux qui constituent une roche[1]. La composition obtenue lors d'une analyse est en général donnée en poids d'oxyde pour les éléments majeurs, c'est-à-dire les éléments avec une teneur supérieure à 1% du poids total, qui constituent la plupart des minéraux (exemple : SiO2, MgO, Al2O3, FeO ...). Grâce à la composition obtenue, il est ensuite possible de déterminer le nom du minéral analysé en se basant sur des compositions de référence données dans des ouvrages[2], des articles scientifiques ou des bases de données. Cette technique est dite ponctuelle car elle permet d'obtenir précisément et de manière très localisée la composition d'un minéral donné observé sur une lame mince de roche.